# Picramniaceae
Picramniaceae невелика, переважно неотропічна родина, що складається з чотирьох родів Aenigmanu, Alvaradoa, Nothotalisia та Picramnia. Родина є єдиним представником ряду Picramniales. Членів родини раніше відносили до Simaroubaceae чи помилково ідентифікували як види родини Sapindaceae у порядку Sapindales. Система APG IV виділяє їх як окрему родину та порядок. Він належить до мальвідів, однієї з трьох груп, що утворюють розиди. Picramniaceae Проживають у Південній Америці й на півдні Північної Америки.